# آلفرد بی. کیترج
آلفرد بی. کیترج (به انگلیسی: Alfred B. Kittredge) سناتور سابق عضو حزب جمهوری‌خواه ایالات متحده آمریکا بود. وی در سال ۱۹۰۱ تا ۱۹۰۹ میلادی سناتور ایالت داکوتای جنوبی در سنای ایالات متحده آمریکا بود.